# La Peña (Spanje)
La Peña is een gemeente in de Spaanse provincie Salamanca in de regio Castilië en León met een oppervlakte van 25,19 km². La Peña telt 103 inwoners (1 januari 2016).
De gemeente grenst aan het Nationaal park Arribes del Duero.

## Demografische ontwikkeling
Bron: INE, 1857-2011: volkstellingen